# AD Scout
AD Scout (znan tudi pod imenom Sparrow) je bilo britansko lovsko letalo prve svetovne vojne, katerega glavna naloga je bila obramba pred Zeppelini.
Letalo je skonstruiral Harris Booth, pripadnik Britanske admiralitete.
Scout je bilo precej nekonvencionalno dvokrilno letalo, ki je imelo trup s pilotsko kabino nameščen na prednjem delu zgornjega krila. Rep z dvojnim stabilizatorjem je bil na krila pritrjen s štirimi lesenimi drogovi. Zaradi tega je bilo podvozje letala dokaj ozko. Osnovno orožje letala naj bi bil 2-funtni breztrzajni top, ki pa zaradi slabotnega ogrodja letala ni bil nanj nikoli nameščen.
Leta 1915 so bili naročeni štirje prototipi letala, od katerih je dva izdelalo podjetje Hewlett & Blondeau, dva pa Blackburn Aeroplane & Motor Company. Letalo so prizkušali piloti Royal Naval Air Service, ki so ga ocenili kot pretežko, okorno in slabo vodljivo celo na tleh. Iz teh vzrokov letalo ni nikoli prišlo v serijsko proizvodnjo, vse štiri prototipe pa so uničili.

## Uporabniki
Združeno kraljestvo
- Royal Naval Air Service